# 도니촌
도니촌(唐丹村)은 이와테현 게센군에 설치되었던 촌이다. 현재의 가마이시시에 해당한다.

## 역사
에도 시대에 게센군은 센다이 번령, 헤이군은 모리오카 번령이었다. 현재의 가마이시 시에서는 가라탄 정만 구 센다이 번령이고, 그 이외의 시역은 구 모리오카 번령에 해당한다.
- 1889년 4월 1일 - 정촌제 시행과 함께 단독으로 촌제를 시행해 게센군 도니촌이 성립하였다.
- 1955년 4월 1일 - 가미하에군 우노스마이촌, 갓시촌, 구리하시촌과 공동으로 구 가마이시시와 합병해 새로운 가마이시시의 일부가 되었다.

## 참고서적
- 이와테현 정촌합병지, (이와테현 총무부 지방과, 1957)

## 교통

### 철도
- 현재는 폐지된 촌에 산리쿠 철도 리아스 선이 지나간다.